# Trude Weiss-Rosmarin
Pour les articles homonymes, voir Weiss.
Trude Weiss-Rosmarin, née le 17 juin 1908 et morte le 26 juin 1989, est une écrivaine, professeure et militante féministe germano-américaine. De confession israélite, elle fonde avec son époux l'École de la femme juive à New York en 1933. En 1939, elle lance également le magazine trimestriel Jewish Spectator qu'elle publiera pendant 50 ans.
Elle est l'auteur de 12 livres parmi lesquels Judaism and Christianity: The differences (paru en 1943), Toward Jewish-Muslim Dialogue (paru en 1967), et Freedom and Jewish Women (publié en 1977).

## Biographie

### Jeunesse
Née à Francfort, Allemagne, Trude est la fille de  Jacob et Célestine (Mullings) Weiss. En 1927-28, elle suit des cours à l'Université de Berlin et à l'Université de Leipzig en 1929, avant d'obtenir son doctorat en sémitique, philosophie et archéologie à l'Université de Wurtzbourg, en 1931 avec une thèse sur l'histoire arabe ancienne. Pendant qu'elle est à l'université, elle rejoint des organisations juives et sionistes. En 1931, Trude émigre aux  États-Unis avec son mari Aaron Rosmarin, un érudit d'origine russe ayant la nationalité américaine (né en 1904). Ils s'installent à New York et ont un fils prénommé Moshe. Hélas, le couple divorce en 1951. Plus tard, elle se remarie avec Nissim Sevan.

### Écriture et enseignement
En octobre 1933, Trude et son époux ouvrent l'École de la femme juive à Manhattan sous les auspices de Hadassah Women's Zionist Organization of America (en). Cette école, fermée en 1939, avait été créée selon le Frankfurt Lehrhaus fondé par Franz Rosenzweig et Martin Buber qui rejoignaient Trude Weiss-Rosmarin dans son combat pour une meilleure éducation pour les femmes. Ainsi Trude et Aaron proposaient des cours d'hébreu, de yiddish, sur la Torah, et l'histoire du peuple juif.
De la newsletter de l'école est né le Jewish Spectator qui se targuait d'être le "magazine familial typique particulièrement intéressant pour les femmes". Avec ses éditoriaux quelquefois controversés, Trude essayait d'influencer la communauté juive américaine, essayant d’insuffler le changement dans la hiérarchie familiale, la cohabitation de juifs et arabes en Israël, l'accès à une éducation juive pour les femmes et pour l'égalité de traitement hommes-femmes à la synagogue et dans la vie publique. L'article intitulé The Unfreedom of Jewish Women, écrit par Trude Weiss-Rosmarin et publié dans le Jewish Spectator en 1970, a été considéré par l'historienne Paula Hyman (en) comme un précurseur dans l'analyse du statut de la femme juive grâce au féminisme ,.
Trude est également l'auteur d'une rubrique régulière appelée Letters from New York, publiée dans the London Jewish Chronicle, et assume la fonction de co-présidente de l'éducation pour l'Organisation sioniste d'Amérique. Elle enseigne à l'Université de New York et au Reconstructionist Rabbinical College (en), publie une série d'ouvrages traitant de thèmes divers et variés. En 1978, elle déménage à Santa Monica, Californie et continue à éditer le Jewish Spectator de là-bas  avant de mourir d'un cancer, en 1989, à l'âge de 81 ans.

## Publications
- Religion of Reason (1936)
- Hebrew Moses: An Answer to Sigmund Freud (1939)
- The Oneg Shabbath Books (1940)
- Highlights of Jewish History (1941)
- Judaism and Christianity: The Differences (1943)
- Jewish Survival (1949)
- Jewish Women Through The Ages (1949)
- What Every Jewish Woman Should Know (1949)
- Saadia (1959)
- Toward Jewish-Muslim Dialogue (1967)
- Jewish Expressions on Jesus: An Anthology (1977)
- Freedom and Jewish Women (1977)

Il faut ajouter une série d'articles publiés dans le journal Sh'ma parmi lesquels :
- The Duty to Do Justice, Vol.11/no.202 1980.
- On Criticizing the Establishment, Vol.1/no.13 1971.
- Buber Repressed What Cohen Had Taught, Vol.4/no.682 1974.
- An End to Separate and Unequal, Vol.1/no.19 1971.